# Juri Alexandrowitsch Prilukow
Juri Alexandrowitsch Prilukow (russisch Юрий Александрович Прилуков, wissenschaftliche Transliteration Jurij Aleksandrovič Prilukov; * 14. Juni 1984 in Swerdlowsk) ist ein ehemaliger russischer Freistilschwimmer.

## Werdegang
Prilukow trainierte in Jekaterinburg am dortigen Armeestützpunkt mit Valerio Shevelev. Er ist fünfmaliger Kurzbahnweltmeister, fünfmaliger Europameister und achtmaliger Kurzbahneuropameister. Bei den Olympischen Sommerspielen 2004 wurde er Sechster über die 400 m und Vierter über die 1500 m Freistil.

## Rekorde
| Europarekorde (2)          | Europarekorde (2) | Europarekorde (2) | Europarekorde (2) |
| -------------------------- | ----------------- | ----------------- | ----------------- |
| 800 m Freistil             | 07:46,64 min      | 27. Juli 2005     | Montreal          |
| 1500 m Freistil (Kurzbahn) | 14:23,92 min      | 9. April 2006     | Shanghai          |
| (Stand: 1. Dezember 2008)  |                   |                   |                   |